# Jan J. van den Berg
Jan Julius van den Berg (Amersfoort, 31 augustus 1929 - Delft, 21 februari 2020) was een Nederlands organist en componist.

## Opleiding
Hij kreeg zijn eerste orgellessen van zijn vader. Vanaf 1943 kreeg hij les van Adriaan C. Schuurman. Deze man zou een belangrijke stempel drukken op het leven van Van den Berg. Vervolgens begon hij in 1947 met zijn orgelstudie aan het Amsterdams Conservatorium waar Anthon van der Horst zijn belangrijkste leermeester was. Hij studeerde in 1952 af.

## Carrière
In 1946 werd Jan J. benoemd bij zowel de Gereformeerde kerk te Amersfoort als de Emmakerk te Soest. In 1953 kwam de positie vacant als organist van de Nieuwe Kerk te Delft, hier zou Jan J. tot zijn verplicht pensioen in 1994 blijven. Na enige omzwervingen werd hij in 2000 vaste organist in de Remonstrantse Kerk te Delft.